# سفارة فرنسا في الدنمارك
سفارة فرنسا في الدنمارك هي أرفع تمثيل دبلوماسي لدولة فرنسا لدى الدنمارك. تقع السفارة في بلدية كوبنهاغن ‏ وهي تهدف لتعزيز المصالح الفرنسية في الدنمارك.

## وصلات خارجية
- الموقع الرسمي
- قائمة سفارات فرنسا
- قائمة السفارات في الدنمارك